# Seleção Espanhola de Rugby Sevens Masculino
A Seleção Espanhola de rugby sevens representa a Espanha nos torneios de rugby sevens. É uma das seleções que compete na Série Mundial de Rugby Sevens, na Copa do Mundo de Rugby Sevens, nos Jogos Olímpicos e nos Jogos Europeus.
A equipa é conhecida familiar e internacionalmente como El VII del León, em referência ao escudo da Federação Espanhola de Rugby, devido ao pseudônimo tradicional da seleção nacional conhecido como leões. Os pseudônimos das equipes de rugby sevens têm continuidade com os das equipes de rugby 15, onde a equipe da Espanha é conhecida como El XV del León.
A nível europeu, a seleção espanhola é considerada pertencente ao segundo escalão, juntamente com a Alemanha, a Rússia e Portugal, e abaixo das seleções do País de Gales, da Escócia, da Inglaterra e da França, que competem regularmente nas Série Mundial.

## História
A seleção espanhola participou de seis edições da Série Mundial. A equipe disputou a temporada 1999-00, coincidindo com o início do torneio. Na edição 2011-12, alcançou sua melhor classificação ao terminar na 14ª colocação. Obteve status de equipe permanente na temporada 2012-13 da Série Mundial, tendo direito a participar de todas as etapas pela primeira vez em sua história. Esse direito foi concedido quando a cota atual foi ampliada de doze equipes permanentes para quinze, com Espanha, Portugal e Canadá conquistando as novas três vagas devido aos seus resultados no torneio de qualificação Hong Kong Sevens 2012. Para a Espanha, esta conquista significou um grande marco em sua história, pois é um dos países onde o rugby ainda não estava profissionalizado.
A Espanha ficou em 15º lugar na temporada 2012-13, após a qual venceu nas semifinais do torneio classificatório London Sevens, mantendo assim seu status de time permanente. Na temporada 2013-14, também ficou em 15º lugar, perdendo automaticamente o status. No torneio classificatório do Hong Kong Sevens, perdeu nas semifinais da edição de 2015 e nas quartas de final da edição de 2016. A equipe venceu invicta o torneio classificatório do Hong Kong Sevens 2017, retornando assim como equipe permanente na Série Mundial de 2017-18.
Na Copa do Mundo de Rugby Sevens, participou três vezes ao longo de sua história, onde obteve seu melhor desempenho em 1993, quando alcançou a décima colocação geral atrás das grandes potências do rugby mundial, após cair na final pela disputa da Taça de Prata contra Argentina, autoproclamando-se vice-campeã da segunda categoria. Da mesma forma, destaca-se sua participação nos Jogos Olímpicos de Verão de 2016 no Rio de Janeiro.

## Desempenho

### Jogos Olímpicos
| 2016  | Fase de grupos     | 10                 | 5                  | 1                  | 0                  | 4                  |
| 2020  | Não se classificou | Não se classificou | Não se classificou | Não se classificou | Não se classificou | Não se classificou |
| 2024  | A definir          | A definir          | A definir          | A definir          | A definir          | A definir          |
| Total | 0 títulos          | 0/1                | 5                  | 1                  | 0                  | 4                  |

### Copa do Mundo
| 1993  | Rodada final       | 10                 | 7                  | 3                  | 0                  | 4                  |
| 1997  | Quartas de final   | 13                 | 5                  | 3                  | 0                  | 2                  |
| 2001  | Semifinais         | 11                 | 7                  | 4                  | 0                  | 3                  |
| 2005  | Não se classificou | Não se classificou | Não se classificou | Não se classificou | Não se classificou | Não se classificou |
| 2009  | Não se classificou | Não se classificou | Não se classificou | Não se classificou | Não se classificou | Não se classificou |
| 2013  | Quartas de final   | 21                 | 4                  | 0                  | 0                  | 4                  |
| 2018  | Não se classificou | Não se classificou | Não se classificou | Não se classificou | Não se classificou | Não se classificou |
| 2022  | Não se classificou | Não se classificou | Não se classificou | Não se classificou | Não se classificou | Não se classificou |
| Total | 0 títulos          | 0/4                | 23                 | 10                 | 0                  | 13                 |